# Dolores, poseída
Dolores, poseída es el primer capítulo de la cuarta temporada de la serie de televisión argentina Mujeres asesinas. Este episodio se estrenó el día 8 de enero de 2008.
Aunque probablemente [cita requerida]por motivos judiciales, y ser descripto como una ficción pura, este caso aparece en el libro Mujeres asesinas con el nombre de Dolores U., poseída, similar al capítulo de televisión, basado en un crimen sangriento muy mediático conocido como el caso de "Las Hermanas Satánicas"[¿cuál?].
Este episodio fue protagonizado por Romina Ricci y Celeste Cid en el papel de asesinas. Coprotagonizado por Patricio Contreras. Y la participación de Leonora Balcarce.

## Desarrollo

### Trama
Dolores (Romina Ricci) y Victoria (Celeste Cid) son hermanas huérfanas de madre y viven con su padre, Oscar (Patricio Contreras), en la casa familiar. La relación entre ambas es bastante conflictiva: la menor, Dolores, intenta llevar el hogar adelante mientras que Victoria prefiere "entregarse a la pereza" y mantener su situación de privilegio siendo la consentida de su papá. Sin embargo, a pesar de estas "irreconciliables diferencias", las dos conviven con un sentimiento en común: el miedo. Miedo que se traduce en pánico producto de situaciones extrañas que ocurren en el hogar: objetos que desaparecen, vidrios que estallan y ruidos inexplicables. Dolores toma la iniciativa e intenta buscar ayuda para "limpiar" la casa de "supuestas presencias", que serían las responsables de estos desórdenes. En tren de hallar respuestas seguras, apela a cualquier tipo de recurso, desde lo puramente religioso hasta lo esotérico. La desesperación por lograr el cometido va cercenando la propia razón, provocando un estado de alteración tal que conllevará a un desenlace inesperado y fatal. Al tratar de sacar el "Diablo" dentro de su padre, lo cortan de manera descabellada hasta matarlo desangrándolo y, por último, le meten la mano en la boca para sacarlo definitivamente.

### Condena
Dolores U. fue declarada inimputable, Victoria U. no fue juzgada. Los psicólogos forenses determinaron que ambas hermanas padecían esquizofrenia, aunque el caso de Dolores era más grave. Nunca hizo ninguna mención al crimen de su padre y, ante las preguntas de los psiquiatras, dice no recordar nada.
Después de permanecer internada en un neuropsiquiátrico durante casi cinco años, sigue su tratamiento en forma ambulatoria.

## Elenco
- Celeste Cid
- Romina Ricci
- Patricio Contreras
- Ernesto Claudio
- Leonora Balcarce
- Pedro Segni
- Monica Gazpio